# Trifolium arvense var. gracile
Trifolium arvense subsp. gracile é uma variedade de planta com flor pertencente à família Fabaceae. 
A autoridade científica da variedade é (Thuill.) DC., tendo sido publicada em Lam. & DC., Fl. Franç. ed. 3 4: 530 (1805).

## Portugal
Trata-se de uma variedade presente no território português, nomeadamente em Portugal Continental.
Em termos de naturalidade é nativa da região atrás indicada.

## Protecção
Não se encontra protegida por legislação portuguesa ou da Comunidade Europeia.